# مزاحم (بعدان)

تعديل مصدري - تعديل

مزاحم هي إحدى قرى عزلة حيسان بمديرية بعدان التابعة لمحافظة إب، بلغ تعداد سكانها 682 نسمة حسب تعداد اليمن لعام 2004.